# Charles Bennett (acteur)
Pour les articles homonymes, voir Charles Bennett et Bennett.
Charles Bennett, né le 11 mars 1889 à Dunedin en Nouvelle-Zélande) et mort le 15 février 1943 à Hollywood en Californie, est un acteur britannique qui apparaît dans près de 100 films entre 1912 et 1932.

## Filmographie

### Vitagraph Company of America
- 1912 : How States Are Made de Rollin S. Sturgeon (court métrage) : A Pioneer
- 1912 : Sunset; or, Her Only Romance (court métrage)
- 1912 : The Two Penitents (court métrage) The Father
- 1912 : The Price of Big Bob's Silence de Rollin S. Sturgeon (court métrage) Big Bob, the Sheriff
- 1912 : The Craven de Rollin S. Sturgeon (court métrage) Ann's Uncle, Owner of the Ranch
- 1912 : The Greater Love de Rollin S. Sturgeon (court métrage) The Girl's Father
- 1912 : The Redemption of Ben Farland de Rollin S. Sturgeon (court métrage) Maitland, Owner of the Ranch
- 1912 : The Prayers of Manuelo de Rollin S. Sturgeon (court métrage)
- 1912 : Her Brother de Rollin S. Sturgeon (court métrage) George Fowler
- 1912 : Lincoln's Gettysburg Address de J. Stuart Blackton et James Young (court métrage)
- 1912 : A Wasted Sacrifice de Rollin S. Sturgeon (court métrage) Dr. Winton - The Sheriff Doctor
- 1912 : Popular Betty de James Young (court métrage)
- 1912 : Timid May de Rollin S. Sturgeon (court métrage) The Sheriff
- 1912 : Omens of the Mesa de Rollin S. Sturgeon (court métrage) The Old Man
- 1913 : A Bit of Blue Ribbon de Rollin S. Sturgeon (court métrage) Jim Hartwell, Mary's Father
- 1913 : The Smoke from Lone Bill's Cabin de Rollin S. Sturgeon (court métrage)
- 1913 : The Whispered Word de Rollin S. Sturgeon (court métrage)
- 1913 : The Artist and the Brute de Henry MacRae (court métrage)
- 1913 : When the Desert Was Kind de Rollin S. Sturgeon (court métrage)
- 1913 : A Matter of Matrimony de Rollin S. Sturgeon (court métrage) The Captain
- 1913 : The Two Brothers de Rollin S. Sturgeon (court métrage) Father of the Twin Brothers
- 1913 : The Transition de Rollin S. Sturgeon (court métrage) Old Peter, Alcohol Smuggler
- 1913 : The Power That Rules de Rollin S. Sturgeon (court métrage)
- 1913 : The Wrong Pair de Rollin S. Sturgeon (court métrage) Peter Hobson, Marguerite's Father
- 1913 : Sandy and Shorty Work Together de Robert Thornby (court métrage)
- 1913 : The Courage of the Commonplace de Rollin S. Sturgeon (court métrage)
- 1913 : The Fortune Hunters of Hicksville de Robert Thornby (court métrage)
- 1913 : Slim Driscoll, Samaritan de Robert Thornby (court métrage) John Manners
- 1913 : $1,000 Reward (court métrage)
- 1913 : The Passing of Joe Mary de Robert Thornby (court métrage)
- 1913 : His Lordship Billy Smoke de Robert Thornby (court métrage) Lord Fitznoodle
- 1913 : Sunny; or, The Cattle Thief de Robert Thornby (court métrage)
- 1913 : Daddy's Soldier Boy de Robert Thornby (court métrage)
- 1913 : The Race de Robert Thornby (court métrage)
- 1913 : Salvation Sal de Robert Thornby (court métrage) The Governor
- 1913 : When Friendship Ceases de Robert Thornby (court métrage) Farmhand
- 1913 : The Outlaw de Robert Thornby (court métrage) An Outlaw
- 1913 : The King's Man de William J. Bauman (court métrage) Alcohol Smuggler
- 1913 : Any Port in a Storm de William J. Bauman (court métrage)
- 1913 : The Face of Fear de William J. Bauman (court métrage)
- 1913 : Her Husband's Friend de Hardee Kirkland (court métrage)
- 1914 : The Little Bugler de Robert Thornby (court métrage)
- 1914 : Tainted Money de Burton L. King (court métrage) : John Bennett
- 1914 : The Winner Wins de William J. Bauman (court métrage)
- 1914 : Master of the Mine de William J. Bauman (court métrage) James Arnold
- 1914 : The Old Oak's Secret de Robert Thornby (court métrage)
- 1914 : Ginger's Reign de Burton L. King (court métrage)
- 1914 : The Way to Heaven d'Ulysses Davis (court métrage)
- 1914 : The Ghosts de William J. Bauman (court métrage)
- 1914 : Millions for Defence d'Ulysses Davis (court métrage)
- 1914 : A Little Madonna d'Ulysses Davis (court métrage) Guido, Maries father
- 1914 : Tony, the Greaser de Rollin S. Sturgeon (court métrage) Mary's Father
- 1914 : Fine Feathers Make Fine Birds de William Humphrey (court métrage)

### The Keystone Film Company
- 1914 Charlot et les Saucisses (Mabel's Busy Day) de Mabel Normand (court métrage) : un spectateur (non crédité)
- 1914 Charlot garçon de théâtre (The Property Man) de Charles Chaplin (court métrage) : George Ham, le mari de Lena'
- 1914 Charlot artiste peintre (The Face on the Bar Room Floor) de Charles Chaplin (court métrage) : un marin (non crédité)
- 1914 Fièvre printanière (Recreation) de Charles Chaplin (court métrage) : le marin assis sur un banc (non crédité)
- 1914 Hello, Mabel (en) de Mabel Normand (court métrage)
- 1914 Mabel's Blunder de Mabel Normand (court métrage) : le Boss - le père d'Harry
- 1914 Charlot mitron (Dough and Dynamite) de Charles Chaplin (court métrage) : le client en colère (non crédité)
- 1914 Le Roman comique de Charlot et Lolotte (Tillie's Punctured Romance) de Mack Sennett : l'oncle millionnaire de Tillie

### Biograph Company
- 1915 For Her Happiness (court métrage) The Invalid Husband
- 1915 The Maid o' the Mountain de Travers Vale (court métrage) Van Buren's Father
- 1915 Love's Melody d'Edward Morrissey (court métrage) Her stepfather
- 1915 The Chadford Diamonds de George Reehm (court métrage) Kenyon
- 1915 Stronger Than Love de George Morgan (court métrage)
- 1915 The Little Slavey d'Edward Morrissey (court métrage)
- 1915 Heart Trouble (court métrage)
- 1915 Blow for Blow (court métrage)
- 1915 The Vulture (court métrage)
- 1915 The Passing Storm d'Alan Hale (court métrage)
- 1915 Anita's Butterfly de John Francis Dillon (court métrage)
- 1915 Love's Enduring Flame (court métrage)
- 1915 His Emergency Wife (court métrage)

### Divers
- 1917 A Berth Scandal de John Francis Dillon (court métrage)
- 1917 The Rainbow Girl de Rollin S. Sturgeon : Amos Divine
- 1918 The Bride of Fear de Sidney Franklin : Martin Sterling
- 1919 : À tort et à travers (All Wrong) de Raymond B. West et William Worthington : Donald Thompson
- 1919 The Adventures of Ruth (en) de George Marshall : Wayman
- 1922 The Top of New York de William Desmond Taylor: Mr. Isaacson
- 1924 Pour l'indépendance (America) de D. W. Griffith : William Pitt
- 1933 Narcotic de Dwain Esper et Vival Sodar't : Hand wrestler
- 1934 L'Île au trésor (Treasure Island) de Victor Fleming : Pirate of the Spanish Main
- 1935 Vivre sa vie (I Live My Life) de W. S. Van Dyke : Stewart (non crédité)
- 1936 Le Pacte (Lloyd's of London) de Henry King : Coster (non crédité)
- 1936 L'amiral mène la danse (Born to Dance) de Roy Del Ruth : un membre du Quartet (non crédité)
- 1937 Step Lively, Jeeves! d'Eugene Forde : un steward (non crédité)
- 1937 Après (The Road Back) de James Whale : Innkeeper (non crédité)
- 1937 The Man Who Cried Wolf de Lewis R. Foster Taxi Manager (non crédité)
- 1937 Une demoiselle en détresse (A Damsel in Distress) de George Stevens : un bonimenteur au carnaval (non crédité)
- 1938 Les Aventures de Robin des Bois (The Adventures of Robin Hood) de Michael Curtiz et William Keighley : un colporteur au tournoi (non crédité)
- 1938 M. Moto dans les bas-fonds (Mysterious Mr. Moto) de Norman Foster : Cockney Singer (non crédité)
- 1939 Gunga Din de George Stevens : Telegraph Operator (non crédité)
- 1939 La Lumière qui s'éteint (The Light That Failed) de William A. Wellman : un soldat (non crédité)
- 1940 La Femme aux brillants (Adventure in Diamonds) de George Fitzmaurice : le marin Cockney (non crédité)
- 1941 Citizen Kane d'Orson Welles : un artiste (non crédité)
- 1941 Chasse à l'homme (Man Hunt) de Fritz Lang : le marchand de quatre-saisons (non crédité)
- 1941 Un Yankee dans la RAF (A Yank in the R.A.F.) de Henry King : l'homme sur une civière (non crédité)
- 1942 Madame Miniver (Mrs Miniver) de William Wyler : le laitier (non crédité)
- 1942 Prisonniers du passé (Random Harvest) de Mervyn LeRoy : le portier (non crédité)
- 1943 It Ain't Hay d'Erle C. Kenton SPCA Driver (non crédité)